# زنان پناهنده و کودکان
زنان پناهنده و کودکان (انگلیسی: Refugee women and children) که در اردوگاه‌های پناهندگی زندگی می‌کنند، مسائلشان با کسانی که در مناطق فقیرنشین شهری یا روستایی ساکن هستند مشابه است. اگر چه هر کدام مشکلات خاص خود را دارند اما اغلب با مسائلی همچون نابرابری و بد رفتاری مواجه هستند.
هرچند تنها کمتر از نیمی از پناهندگان در اردوگاه‌های پناهندگی به سر می‌برند، در حقیقت، اکثریت پناهندگان شهری در مناطق شهری ساکن می‌باشند.

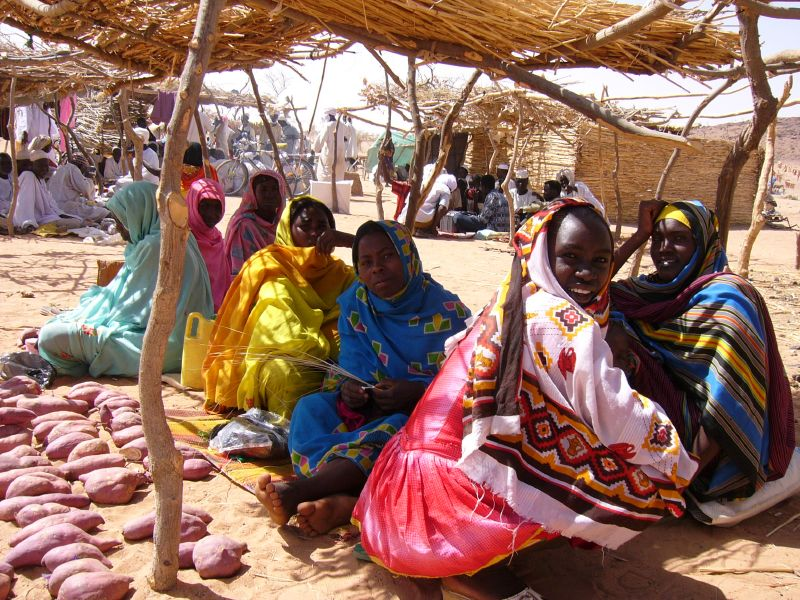
زنان پناهنده در چاد

## زنان در اردوگاه‌های پناهندگان

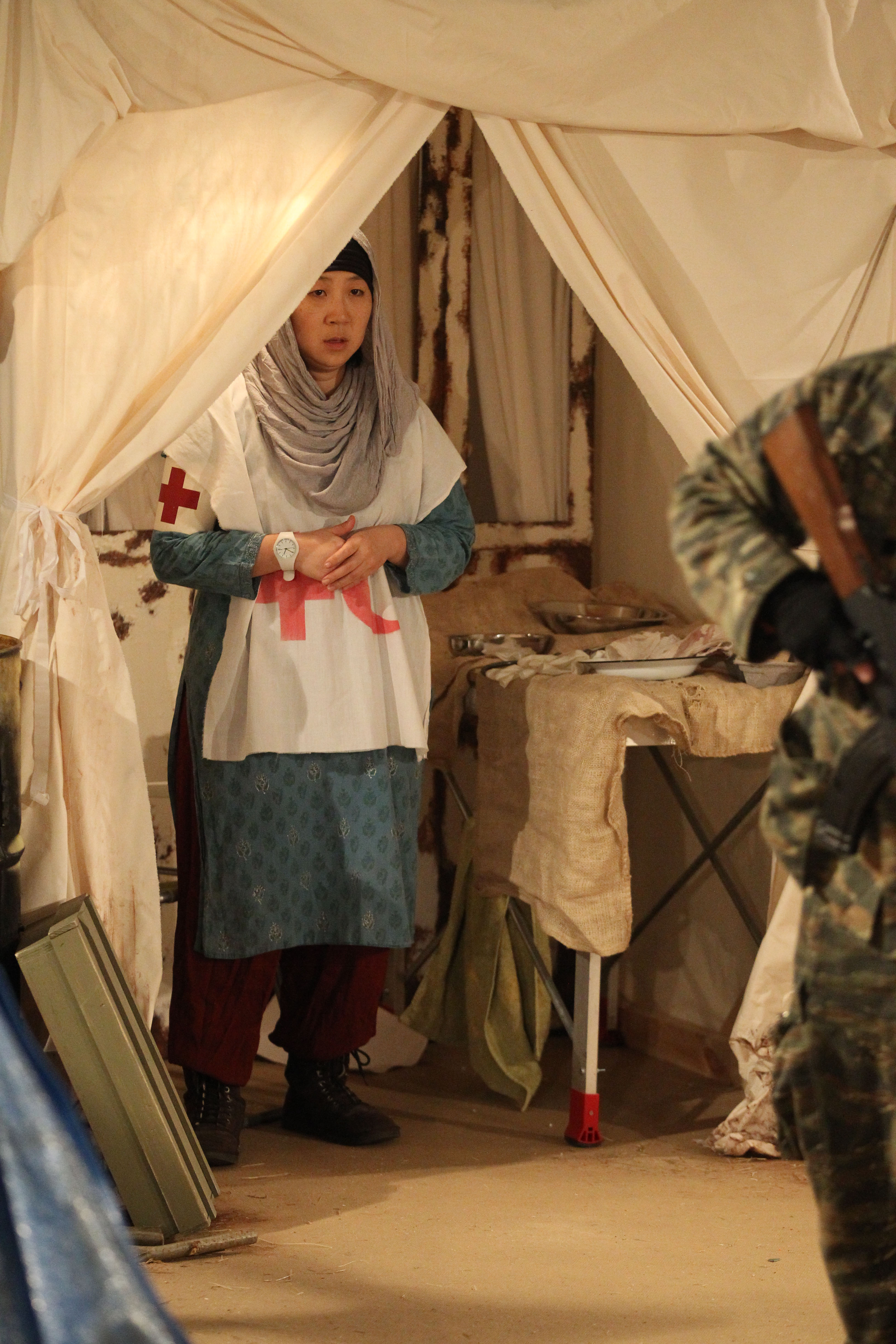
کلینیک بهداشت داخل یک اردوگاه پناهندگی

زنان و کودکان اغلب در اردوگاه‌های پناهندگان بیشتر از مردان با تنگدستی و فقر روبرو هستند. این زنان هنگامی‌که با وضعیت ناهنجاری در اردوگاه مواجه می‌شوند صدای قدرتمند و متحدی برای ابراز نظر خویش ندارند. زندگی یک پناهنده توأم است با بلاتکلیفی، یک زندگی ملال‌آور و ترس. زنان علاوه برداشتن مشکلات مربوط به تبعیض جنسی با سایر مشکلات برشمرده دست به گریبان هستند.
نگرانی‌های زنان در اردوگاه‌های پناهندگی پهنه وسیعی را در بر می‌گیرد که از جمله تبعیض، خشونت جنسی و قاچاق انسان می‌باشد. تجاوز همواره به عنوان یک سلاح در برابر زنان قرار دارد تا با بدنامی اجتماعی کانون اجتماع و خانواده را تضعیف و مرعوب کند. خشونت جنسی علیه زنان آن‌ها را خوار کرده و از نظر احساسی و روانی آن‌ها را از بین می‌برد. اینها رئوس مسائلی هستند که در صدر مسئولیت زنان به عنوان مادر، سرپرست خانواده، معلم و غیره قرار دارد.

## نگرانی‌های بهداشتی زنان
اغلب، به ویژه در کشورهای کم درآمد، معضلات بهداشتی که در بین زنان شیوع پیدا کرده، شامل کم شدن آب بدن، اسهال، تب بالا و مالاریا است. اما آثار گسترده‌تر این معضلات که در صدر آن خشونتهای جنسی و حفظ سلامتی مادر باردار قرار دارد، این مشکلات برای زنان پناهنده ضریب می‌خورد؛ زیرا به عنوان یک عامل خارجی روی وضعیت سلامتی مادران تأثیر منفی می‌گذارد. این عوامل خارجی عبارت است از بالا رفتن تبعیض جنسیتی، کم‌تحرکی، عدم دسترسی به مراکز بهداشتی و درمانی، تراکم بالا جمعیت در اردوگاه‌های پناهندگان و سطح پایین سواد می‌باشد.

## کارهای روزانه زنان و تبعیضات جنسیتی
زنان روزانه مقدار قابل توجهی از وقت خود را صرف جمع‌آوری آب و هیزم برای خانواده‌هایشان می‌کنند، اما تا آنجا که به مسئله مدیریت منابع آب برمی‌گردد، به ندرت به آن‌ها مساعدت می‌شود.
همچنین زنان اغلب برای تهیه مایحتاج خود درامور کشاورزی شرکت می‌کنند، با این حال اغلب از توصیه این که چه چیزی در اردوگاه‌های پناهندگان کاشته شود محروم می‌شوند.

## کودکان در اردوگاه‌های پناهندگان
در سال ۲۰۱۰ نزدیک به نیمی از افرادی که تحت حمایت سازمان ملل برای پناهندگان (UNHCR) قرار داشتند کودکان بودند. کودکان اغلب در میان محرومترین پناهندگانی هستند که نادیده گرفته میٰ‌شوند. کمیساریای عالی سازمان ملل متحد برای پناهندگان روی ۵ مسئله مهمی که مورد نگرانی کودکان پناهجو می‌باشد تأکید کرده‌است که شامل جدایی از والدین، استثمار جنسی، سوء استفاده، رفتن به سربازی، آموزش و نگرانی‌های ویژه نوجوانان.

## آژانس‌های امدادرسانی
سازمانهای غیردولتی متعددی (NGOs) و سازمان‌های دولتی بین‌المللی در زمینه حمایت از زنان و کودکان پناهنده فعال هستند.
کمیته بین‌المللی نجات، حامی زنان می‌باشد تا قوانین مربوط به سلامتی و رفاه زنان پناهنده در اداره امور خارجی را به تصویب برساند. این سازمان‌ها علاوه بر این برای مقابله و تغییر فرهنگ خشونت علیه زنان به آموزش مردان و پسران می‌پردازند.